# Ioan Andrei Wachmann
Ioan Andrei Wachmann (n. 1807, Budapesta — d. 2 august 1863, București) a fost un compozitor și dirijor român de origine germană. Numele său mai este întâlnit sub forma Ion Andrei Wachmann, Jean André Wachmann și Johann Andreas Wachmann.

## Activitate
Andrei Wachmann a fost dirijor a numeroase trupe lirice din Timișoara, București și Craiova.
A scris opere (Braconierul, Zamfira, Mihai Bravul în ajunul bătăliei de la Călugăreni (compusă în 1848) ), vodeviluri (Triumful Amorului, premiera în 11 decembrie 1835 la Teatrul „Momulo” din București ) și operete. Este autorul lucrării vocal-simfonice Cetatea Neamțului și a unui număr de piese corale. Wachmann a cules folclor și a elaborat lucrări didactice.
Ion Andrei Wachmann a editat la Viena o antologie, în 4 volume, de cântece și dansuri populare românești. În prefața volumului 3, a explicat că nu a vrut să schimbe nici o notă din cântecele populare culese, dar că a adăugat un acompaniament armonic care încearcă să redea caracteristicle armonice ale tarafurilor. 
În 1835, Ioan Andrei Wachmann a inițiat învățământul muzical în București. 
Din inițiativa lui Ioan Andrei Wachmann și a lui Ludovic Wiest, în 17 decembrie 1864 a fost înființat Conservatorul de Muzică din București,  al cărui director a fost numit. 
În perioada 1852–1858 a fost director al Teatrului Național din București.

## Familia muzicală Wachmann
Este tatăl compozitorului și dirijorului Eduard Wachmann (1836–1908), căruia i-a oferit primele lecții de muzică.